# Trichosalpinx pusilla
Trichosalpinx pusilla är en orkidéart som först beskrevs av Carl Sigismund Kunth, och fick sitt nu gällande namn av Carlyle August Luer. Trichosalpinx pusilla ingår i släktet Trichosalpinx och familjen orkidéer. Inga underarter finns listade i Catalogue of Life.